# سریش ایرانی
سریش ایرانی (نام علمی: Eremurus persicus) نام یکی از گونه‌های سردهٔ سریش است. ارتفاع گیاه به ۶۰ سانتی‌متر می‌رسد. به آسانی توسط گل‌های صورتی و با قطعات گلپوش قدری خمیده و برگ‌ها و ساقهٔ گل پوشیده از کُرک‌های نرم و ریز و همچنین برگه‌های نسبتاً بزرگ و پهن خود قابل تشخیص است. در مرکز و جنوب غربی ایران فراوان است. زمان گلدهی در ماه اردیبهشت است.